# Shenzhou 7
Shenzhou 7 (vereenvoudigd Chinees: 神舟七号; traditioneel Chinees: 神舟七號; pinyin: shénzhōu qīhào) is de derde bemande ruimtevlucht van de Volksrepubliek China. Drie bemanningsleden werden gelanceerd op 25 september 2008 om 21:10 CST met een Lange Mars-raket. De missie duurde drie dagen. Tijdens de vlucht maakte Zhai Zhigang een ruimtewandeling. Daardoor is China het derde land dat de mogelijkheid heeft ruimtewandelingen uit te voeren, na Rusland en de Verenigde Staten.

## Bemanning
| Positie    | Ruimtevaarder                |
| ---------- | ---------------------------- |
| Commandant | Zhai Zhigang 1e ruimtevlucht |
| Operator   | Liu Boming 1e ruimtevlucht   |
| Operator   | Jing Haipeng 1e ruimtevlucht |

### Reservebemanning
- Fei Junlong
- Nie Haisheng